# Disculella spirulina
Disculella spirulina is een slakkensoort uit de familie van de Hygromiidae. De wetenschappelijke naam van de soort is voor het eerst geldig gepubliceerd in 1921 door T. Cockerell.